# Naissance en 1342
Naissance
- 1338
- 1339
- 1340
- 1341
- 1342
- 1343
- 1344
- 1345
- 1346

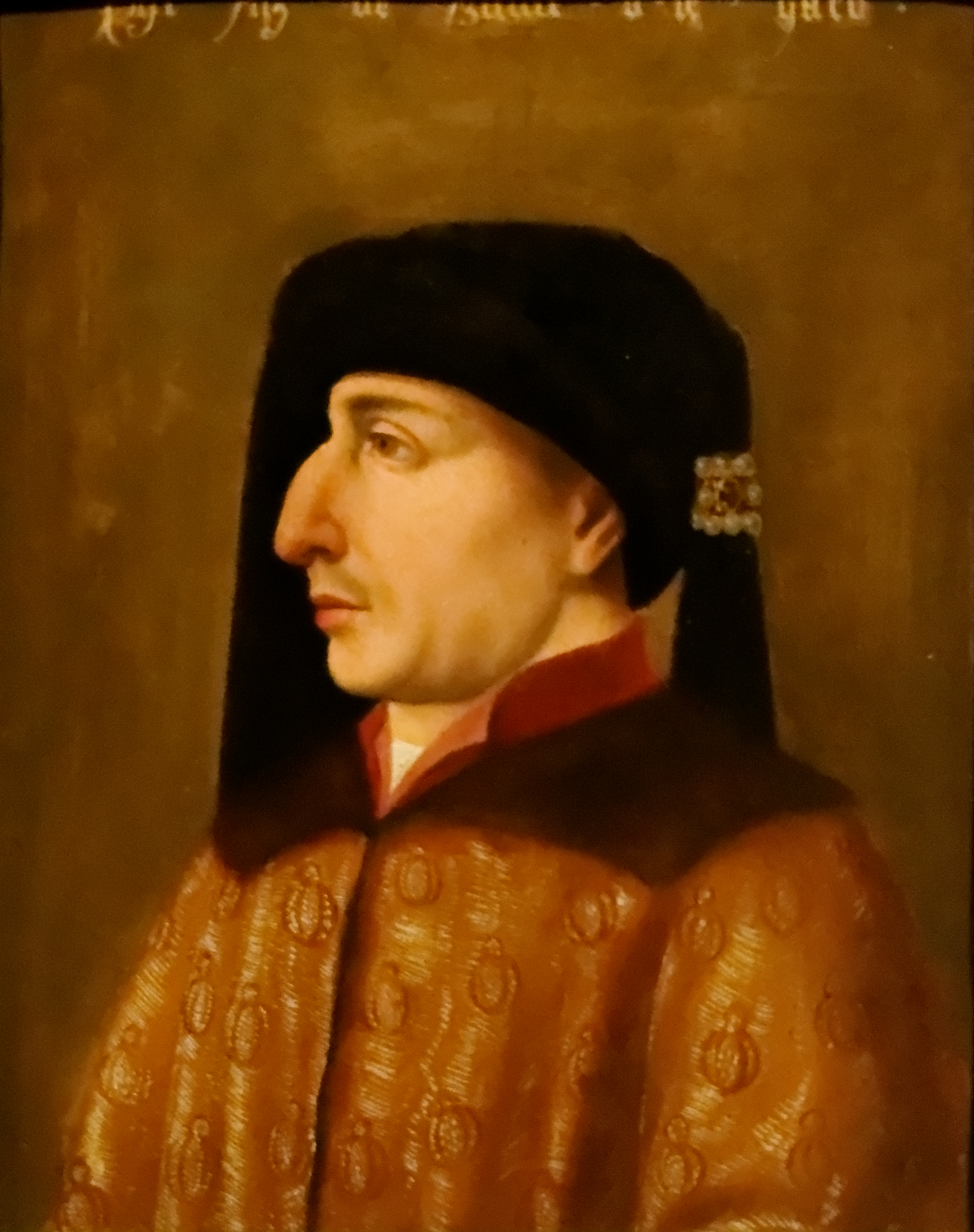
Philippe II de Bourgogne, né en 1342.

Cette page dresse une liste de personnalités nées au cours de l'année 1342  :
- 17 janvier: Philippe II de Bourgogne, dit Philippe le Hardi, fils de France, duc de Touraine, duc de Bourgogne, premier Pair de France, comte de Flandre et d'Artois et comte palatin de Bourgogne.
- 25 mars : Humphrey de Bohun, 7e comte de Hereford, le 6e comte d'Essex et le 2e comte de Northampton.
- 1er décembre : Jean VI d'Harcourt, comte d'Harcourt, d'Aumale, vicomte de Saint-Sauveur et de Châtellerault, seigneur d'Elbeuf, de Lillebonne, de Brionne, d'Arschot, de La Saussaye.

- Clément VII, antipape.
- Léon VI d'Arménie, roi d'Arménie.
- Gilles de Bellemère, Évêque du Lavaur, du Puy, puis d'Avignon.
- Pierre de Bourbon-La Marche, comte de La Marche.
- Jean Allarmet de Brogny, cardinal français, juriste, vice-chancelier de l'Église catholique, légat du pape, président du concile de Constance.
- Marguerite de Brzeg, duchesse consort de Bavière-Straubing.
- Sanche de Castille, comte d’ Alburquerque, seigneur de Ledesma,  de Haro, de Briones, de  Medellin et lieutenant sous Henry II de Castille.
- Catherine de Luxembourg, duchesse consort d'Autriche, électrice consort de Brandebourg et duchesse consort de Bavière-Landshut.
- Julienne de Norwich, mystique anglaise.
- Henri de Schleswig, Duc de Schleswig.
- Ulrich du Wurtemberg,  comte du Wurtemberg.
- Catherine Visconti, noble italienne.

date incertaine (vers 1342)
- Jean II de Rieux, sire de Rieux et de Rochefort, baron d'Ancenis.
- Jean de Luxembourg-Ligny, archevêque de Mayence.

## Crédit d'auteurs
- Cet article est partiellement ou en totalité issu de l'article intitulé « 1342 » (voir la liste des auteurs).